# I grandi successi originali (Adriano Pappalardo)
Adriano Pappalardo - I grandi successi originali è una compilation di due CD del cantante italiano Adriano Pappalardo, composta da 24 brani registrati in studio, pubblicata dalla RCA Italiana nel 2000 e ristampata dalla Sony nel 2009.

## Tracce

### CD 1
1. È ancora giorno
2. Una donna
3. Segui lui
4. Senza anima
5. California no
6. Un pazzo e un fiore di lillà
7. Il bosco no
8. Come bambini
9. Da solo
10. No signori
11. Quadro lontano
12. Tu

### CD 2
1. Cavallo
2. Isole azzurre
3. Mi basta così
4. Non si può
5. Io e te
6. Schik-na-na Schik-na-ue
7. Ai miei figli che dirò
8. Donna mia
9. Voglio lei
10. Hi-Fi
11. Non mi lasciare mai
12. Ricominciamo